# Entephria effusa
Entephria effusa är en fjärilsart som beskrevs av Fottin 1942. Entephria effusa ingår i släktet Entephria och familjen mätare. Inga underarter finns listade i Catalogue of Life.